# Campos de São João
Campos de São João é um distrito pertencente ao município de Palmeiras (Bahia), sendo localizado a aproximadamente 20 km da mesma. Fica situado próximo ao Morro do Pai Inácio, uma das principais atrações turísticas da Chapada Diamantina. Tem esse nome por ter na vegetação nativa diversas árvores da espécie denominada Flor-de-são-joão. 

O lugarejo é composto de pousadas, bares, lanchonete, mercadinhos, escola, igreja, praça para crianças e idosos e posto de saúde. Um braço da Estrada Real corta o povoado. Cercas de pedra centenárias ladeiam a Serra da Bacia, que é parte do Parque Nacional, sendo um atrativo bastante interessante. Campos de São João está localizado entre o Parque Nacional da Chapada Diamantina e a Área de Proteção Ambiental Marimbus-Iraquara proporcionando ao visitante um contato próximo à natureza.

## Geografia
O distrito de Campos de São João está situado na Chapada Diamantina entre as cidades de Palmeiras e Lençóis, na Latitude: 12º27'09.14"S e Longitude: 41º27'44.62", vizinho aos morros considerados símbolos da Chapada: o Morro do Camelo (Calumbi) que tem silhueta retratando o perfil de um camelo – e o Morro do Pai Inácio, com altitudes de 1050m e 1.150m, respectivamente, na altura do Km 232 da BR-242, a aproximadamente 420 Km da capital de Salvador, no estado da Bahia.
Campos de São João é banhado pelos córregos São João e São João Velho. Essa água abastece o local e origina-se na serra. Possui cor amarelada devido às formações rochosas por onde o rio percorre, tornando-se ferruginosa.
O córrego São João Velho é característico por sua água pouco volumosa, porém muito encachoeirado. Em seu curso defrontamos com lajedos e poços d’água que medem cerca de 1,5m de profundidade, dentre os quais destacam-se o “Quebra-bunda e o Poço da sorte”, chamados assim pelos moradores. Contam que estes locais eram reservados, antigamente, para o banho de moças e rapazes, ambos separados, o que estimulava a curiosidade dos rapazes do "Poço da Sorte" em espiar as moças do "Quebra-bunda" e vice-versa. Desde os tempos mais remotos, tornou-se, então, um atrativo do lugar.
Mas, aos que preferem maiores profundidades, a 8 quilômetros do distrito localiza-se o Rio Mucugezinho, também à beira da BR-242. Localiza-se à altura do Km 225 e que tem em seu leito o famoso “Poço do diabo”. Trata-se de escorregadeiras naturais, cachoeiras formadas em arenitos cólicos, que culminam em poços profundos e escuros propícios ao banho e mergulho.

## Histórico

### Época do Garimpo
O lugarejo começou a ser formado, na época da Extração do Garimpo na Chapada Diamantina. No início da mineração, Campos de São João teve seus momentos de prosperidade e agitação. Nesta época o diamante era encontrado com facilidade, fazendo com que os aventureiros dos garimpos, que se dirigiam para aquela região, também acampassem por lá.
Incluída na área diamantífera, Campos de São João obteve o seu auge ao abrigar garimpeiros e abastecer de carnes as lavras diamantinas. Neste período chegava-se a abater cem bois por semana, sendo esta carne distribuída e comercializada no municípios de Palmeiras, Lençóis e Andaraí.
Em meio a toda essa movimentação nas lavras diamantinas, aconteceram muitas lutas sangrentas entre elementos da região por causa do fanatismo político. Predominavam dois partidos: O do Coronel Felisberto de Sá (residente em Lençóis) e o do Coronel Heliodoro de Paula Ribeiro (residente em Cochó do Malheiro – Seabra), que mais tarde teve a direção de Horácio de Matos. Os capangas do Coronel Felisberto eram chamados de "mosquitos" e os de Horácio, "mandiocas".
No ano de 1930, com Getúlio Vargas no poder, o sertão baiano foi desarmado, acabando o desassossêgo que durou mais de 40 anos. Os melhores garimpos tiveram seu término e grande parte dos garimpeiros partiram para outras lavras. Com isso o povoado entrou em decadência, mergulhando num ciclo de pobreza e estagnação.
O antigo povoado hoje encontra-se emancipado a distrito do município de Palmeiras. Os moradores sobrevivem das aposentadorias recebidas pelos idosos, um pequeno comércio de bares, mercadinho e a extração de uma rocha denominada "arenito" utilizada em pavimentações e construções.

### Origem do nome
Existem duas versões quanto à origem do nome Campos de São João:
A primeira versão conta que um garimpeiro que viajava da vila de Lençóis para a Vila Bela das Palmeiras ao atravessar o rio entre o Morro do Pai Inácio e a Serra da Bacia encontrou casualmente entre o cascalho alguns diamantes grossos e translúcidos. O garimpeiro desistiu da viagem, armou um rancho e trouxe a sua família da Vila de Lençóis, estabelecendo-se no local. A data da descoberta dos diamantes foi 23/06, dia de São João, e como o garimpeiro era devoto deste santo passou a chamar o local de Campos de São João.
A segunda versão diz que Campos de São João recebeu este nome por causa das árvores denominadas Flor-de-são-joão existentes em grande quantidade na região, que produzem flores amarelo-ouro por toda sua copa. Estas árvores cobrem toda extensão da localidade dando assim, um belo efeito durante sua floração.

### Moradores famosos e admiradores
Campos de São João, é berço também de grandes nomes como podemos citar: O médico, cientista e escritor Américo Chagas responsável por obras como("O Requisado", "Montalvão" e "O chefe Horácio de Matos"), as quais descrevem a Chapada Diamantina e sua história. Seu nome hoje é destaque na praça principal de Campos de São João e também na cidade de Iraquara, onde temos o Hospital Américo Chagas, um dos principais hospitais da região.
Um outro nativo ilustre é o escritor Mário Chagas, irmão de Américo, que em sua obra "Na Chapada", retrata Campos de São João e sua gente, ressaltando em seus escritos que "Campos de São João É o lugar mais lindo do mundo! Quem quiser, pode ir lá vê-lo."
Campos de São João contou também com a admiração de pessoas famosas, como o escritor e historiador Walfrido Moraes, que era apaixonado pela Chapada e também possuiu um sítio no local, onde desfrutava suas férias.
Tambem o escritor e jornalista, Luiz Afonso no seu mais novo trabalho literário intitulado "By By Babilonia" cita a natureza e os encantos de Campos de São João, um livro instigante com um tema bastante atual e um final surpreendente. Lula como é conhecido, também possui uma propriedade no local que sem dúvida serve de ponto de inspiração.

## Festejos
Tradicionalmente no mês de Junho, os festejos Juninos são comemorados fielmente pelos moradores e visitantes do Município. São João é o padroeiro deste lugarejo e é bem festejado por seus moradores e visitantes. As festas de São João e de Nossa Senhora da Conceição são cultuadas a muitos anos pelos moradores de Campos de São João, respectivamente nas datas 24 de junho e 8 de dezembro, antecedidas por novenas e com muita animação. Durante esses festejos, a igreja local é vista de longe, até mesmo à noite, pois a iluminação a torna ponto de destaque.
Em todas as ruas acendem-se fogueiras, estoura fogos de artifícios, acontecem missas, procissões e todas as noites à animação fica por conta da população com o característico forró, apresentações de quadrilhas, bingos, competições de dança, companhados nos últimos dias por bandas ou sanfoneiros da região.
Esta é uma época onde o lugarejo recebe mais visitantes, pois quem curte essa festa, sempre volta.